# オキナワアナジャコ
オキナワアナジャコ（沖縄穴蝦蛄、Thalassina）は、オキナワアナジャコ科の甲殻類の1属で、インド洋から西太平洋沿岸のマングローブ林やその後背湿地に生息する。この夜行性の穴居性生物はマングローブの生態系における生物地球化学的循環にとって重要な生物であるが、魚やエビの養殖場にとってしばしばやっかいものであると見なされる。
日本列島沿岸には科が異なるアナジャコが分布している。

## 形態
オキナワアナジャコは外見がロブスターに似ており、体長は最大で30cmに達するが、通常は16–20cmである。第一脚は左右非対称の鋏を持つ。甲殻は非常に堅い。体色は淡褐色から暗褐色そして緑褐色と様々な変異が見られる。甲殻は長い卵形をしており全長の3分の1に満たず、額角は前方に突き出て、わずかに尖っている。尾は細長く、他の多くの穴居性十脚甲殻類と似ている。尾脚の数は形状によっては減少する。腹部の節は等間隔で、内側に折れ曲がっている。そのためか尾節についた尾扇は機能していない。脚部や鰓にある多様な剛毛の並びは　堆積物が鰓に達するのを防いだり、防ぎきれなかったそれらを排出するのに都合が良い。オキナワアナジャコもまた、鰓を泥から保護するために「呼吸反転」(respiratory reversal) という鰓掃除機構を有する。

## 生態と行動
オキナワアナジャコは2mもの深さの穴に生息している。活動は夜間に行われる。穴掘りは、地中深くから有機物をもたらし、マングローブの生態系にとって重要な役割を果たす。また穴の上部に、火山にも似た最大3mもの高さの「シャコ塚」を築く。その塚には、動植物を含め、様々な生物が共生している。数例を挙げるならばOdontomachus malignus (アリの一種)、Episesarma singaporense (カニの一種)、Wolffogebia phuketensis (オキナワアナジャコの近縁種)、Idioctis littoralis (クモの一種)、Acrochordus granulatus (ヒメヤスリヘビ) そしてシロアリ、植物では シマシラキ(Excoecaria agallocha)、ミミモチシダ、カニクサなどである。オキナワアナジャコはエビや魚の養殖場の堤の機能を低下させることから、養殖関係者からはやっかいもの扱いされる。

## 分布

### 現生
オキナワアナジャコはアジア大陸（インドのケララ、スリランカ、アンダマン・ニコバル諸島からベトナム）の沿岸部に沿うように分布し、またマレー諸島および日本の南西諸島の大部分に、さらにはその南限をオーストラリア北海岸（西オーストラリア州のノースウェストケープからクィーンズランド州中央部）そして、フィジーとサモア
の東までの広範囲に分布している。

### 化石の記録
オキナワアナジャコの化石は多量に出土している。それは中新世の昔にまでさかのぼる。それらは一般的に脱皮した殻の状態で固いリン酸塩ノジュールに保持されている。太古の昔、嵐はオキナワアナジャコを巣穴に閉じこめたのかもしれない。そして時を経て、堆積物の鉱物を豊富に含んだ性質により急速な化石化がもたらされた。
他の温水種と共に、現在は種の分布範囲外である日本の広島県から出土したオキナワアナジャコの化石の存在は、1600万年前の中新世に、気温上昇の時期があった証左であったといえる。

## 人間との関わり
インドネシア、ニューギニア、フィジーでは鋏を食用とするがその味は淡泊であるため、あまり利用されない。タイでは粉末やアルコール漬けが喘息の治療薬として用いられている。
日本では南西諸島に Thalassina anomala が分布する。八重山地方ではオキナワアナジャコのことを「ダーナーカン」と呼び、地元名蔵アンパルを舞台とした「アンパルヌミダガーマユンタ」（網張ぬ目高蟹ユンタ）という民謡にオキナワアナジャコは「サンチィキニンズ」（桟橋造り係）と「キンブツニンズ」（見物人）として登場する。沖縄では食用にはしないが、かつて八重山地方ではオキナワアナジャコを黒こげに焼いて油と混ぜたものを、ある種の育毛剤のようにして使用していたという。

## 分類

### 学名
Thalassina が最初に記載されたのは、1806年、Latreille による。彼はこの属に模式種 Thalassina sxorpionides のみを記載した。しかしこの種名は Herbst (1804) が記載した Cancer (Astacus) anomala の新参異物同名（後に発表されたシノニム）であることが Jaxquinot & Lucas (1853) に指摘され、種名は Thalassina anomala となった。

### 種分類
この属にはかなりの変異があり、複数種に分割された。しばらく混乱が続いたが、最終的に、Nguyen Ngoc-Ho & Michèle de Saint Laurent (2009) はこの属に7種（現生6種・化石1種）を認めた。あるいは　Moh & Chong (2009) による1種を加え8種（現生7種・化石1種）とする。
- Thalassina anomala (Herbst, 1804) - 日本南西部、タイ、ベトナム、マレーシア、シンガポール、フィリピン、インドネシア、パプアニューギニア、ニューカレドニア、フィジー、サモア、ソロモン諸島[3]
- †Thalassina emerii Bell, 1844 - オーストラリア北部・北西部、パプアニューギニア、インドネシア（いずれも化石のみ）[3]
- Thalassina gracilis Dana, 1852 - シンガポール、タイ南部、インドネシア、オーストラリア北西部[3]
- Thalassina kelanang Moh & Chong, 2009
- Thalassina krempfi Ngoc-Ho & de Saint Laurent, 2009 - ベトナム、シンガポール、インドネシア[3]
- Thalassina spinosa Ngoc-Ho & de Saint Laurent, 2009 - インドネシア、インド、パプアニューギニア[3]
- Thalassina spinirostris Ngoc-Ho & de Saint Laurent, 2009 - シンガポール、マレーシア[3]
- Thalassina squamifera De Man, 1915 - インドネシア、タイ、フィリピン、シンガポール、パプアニューギニア、ソロモン諸島、フィジー、オーストラリア（北部準州・西オーストラリア州北部・クィーンズランド州北部）[3]

### 位置づけ
オキナワアナジャコ属は、オキナワアナジャコ科 Thalassinidae (= Scorpionoidae Haworth, 1825) の唯一の属である。
オキナワアナジャコ科はかつて、アナジャコ上科 Thalassinoidea に、単独で、もしくは、スナジャコ科 Axiidae と共に、分類されてきた。
しかしいくつかの系統によると、アナジャコ科 Upogebiidae やハサミシャコエビ科 Laomediidae と統合される可能性がある。De Grave (2009) は、オキナワアナジャコ科・アナジャコ科・ハサミシャコエビ科に Axianassidae を加えた4科を、アナジャコ下目 Gebiidea にまとめた（これをアナジャコ上科とする分類もある）。
さらに Tsang et al. (2008) の分子系統によると、このアナジャコ下目は Axiidea 下目（従来のスナモグリ上科 Callianassoidea + Axioidea）に近縁である。ただし、この関係は、アナジャコ下目内の類縁関係に比べると若干遠く、形態的な相違もある。